# Benke Zoltán
Benke Zoltán (Szeged, 1964. március 3. – Tiszakerecseny, 2001. április 29.) herpetológus, Magyarország egyik legismertebb kígyószakértője. Élete során három könyve jelent meg, és számos publikációja, mind Magyarországon, mind pedig külföldön. Állandó szerzője volt a Kistermelők Lapja nevű népszerű magyar újságnak.

## Családja
Gyermekei, több ízben szerepeltek könyveiben. Nem csak nekik ajánlotta írásait, de több történetben is megemlíti őket.

## Munkássága
Több évtizeden keresztül foglalkozott kígyókkal, az évek alatt pedig komoly szaktekintéllyé nőtte ki magát, magyarország legjobb kígyászának tartották 2001-ben bekövetkezett haláláig. Gyermekkorában kezdett állatokkal foglalkozni, később pedig már több mérgeskígyót is tartott, először saját, majd családjával közös lakásában. Innen, később egy másik lakásba telepítette, a már jelentős mennyiségű mérgeskígyót, amit engedéllyel tarthatott a tatabányai lakásban. A közel 40 állatot számláló gyűjtemény, halála után, egy szintén kígyász barátjához került. Élete során három könyvet jelentetett meg. Az ismeretterjesztő szakkönyvekből kettőt az Alexandra, egyet pedig a Nimród Alapítvány kiadó hozott kereskedelmi forgalomba. Munkássága során 14 mérgeskígyó marás érte, melyből az utolsó bizonyult halálosnak. Első marását egy monoklis kobra okozta.

## Halála
2001. április 29-én bekövetkezett halálát, 13. és 14. kígyómarása okozta a Lónyai erdőben, ahol új könyvéhez készített fotókat barátai társaságában. A hím keresztes vipera kétszer marta meg, először az ujján, majd a karján. A marások halálosnak bizonyultak, hiszen korábban kialakult szérum-allergiája miatt, nem kaphatott ellenszérumot. Mire orvoshoz értek, elhunyt. 

## Szakirodalmai

### Herpetológiai munkássága
- Mérgeskígyók Avagy a Testet Öltött Mítosz,
- Magyarország Kígyói,
- Kígyók Terrárumi Tartása